# 小行星7250
小行星7250（英語：7250 Kinoshita）是一颗围绕太阳公转的小行星。1992年9月23日，圓舘金、渡邊和郎在北见发现了此天体。
这颗小行星的绝对星等为218.78829等。